# M10公路 (俄羅斯)
M10聯邦公路，又稱俄羅斯公路（Россия），是俄羅斯的一條幹線公路，連接首都莫斯科至聖彼得堡，全長872公里。本公路是西伯利亞公路也是歐洲E105公路的一部分。
而以前属于该公路一部分的斯堪的纳维亚公路（Скандинавия，是欧洲E18公路一部分）则于2018年更改编号为A181。此段与现有M10公路共同属于亚洲公路8号线。

## 沿途主要城市
- 特維爾
- 大諾夫哥羅德
- 聖彼得堡